# Spiromastix warcupii
Spiromastix warcupii är en svampart som beskrevs av Kuehn & G.F. Orr 1962. Spiromastix warcupii ingår i släktet Spiromastix och familjen Ajellomycetaceae.   Inga underarter finns listade i Catalogue of Life.